# Coppa dei Caraibi
La Coppa dei Caraibi (in spagnolo Copa del Caribe, in inglese Caribbean Cup) fu una competizione calcistica alla quale parteciparono le squadre nazionali dei Paesi dei Caraibi aderenti alla CFU. Per alcune edizioni il torneo valse anche come qualificazione per la CONCACAF Gold Cup. La Coppa dei Caraibi, nel periodo compreso tra il 1978 e il 1988, era denominata Campionato caraibico di calcio (in inglese CFU Championship).
Il suo nome ufficiale è cambiato più volte: CFU Championship (1978-1988) Caribbean Championship (1989-1990), Shell Caribbean Cup (1991-1998), Caribbean Nations Cup (1999-2001), Digicel Caribbean Cup (2005-2014) e nel 2017 è diventato Scotiabank Caribbean Cup.
Questa competizione si è conclusa con l'edizione del 2017, lasciando spazio alla nascente CONCACAF Nations League.

## Albo d'oro
| Vittorie | Nazione           | Anno/i                                                     |
| -------- | ----------------- | ---------------------------------------------------------- |
| 10       | Trinidad e Tobago | 1981, 1988, 1989, 1992, 1994, 1995, 1996, 1997, 1999, 2001 |
| 6        | Giamaica          | 1991, 1998, 2005, 2008, 2010, 2014                         |
| 3        | Martinica         | 1983, 1985, 1993                                           |
| 2        | Haiti             | 1979, 2007                                                 |
| 1        | Suriname          | 1978                                                       |
| 1        | Cuba              | 2012                                                       |
| 1        | Curaçao           | 2017                                                       |

## Edizioni
| Campionato caraibico di calcio | Campionato caraibico di calcio          | Campionato caraibico di calcio | Campionato caraibico di calcio | Campionato caraibico di calcio | Campionato caraibico di calcio | Campionato caraibico di calcio | Campionato caraibico di calcio | Campionato caraibico di calcio | Campionato caraibico di calcio | Campionato caraibico di calcio | Campionato caraibico di calcio | Campionato caraibico di calcio | Campionato caraibico di calcio | Campionato caraibico di calcio | Campionato caraibico di calcio | Campionato caraibico di calcio | Campionato caraibico di calcio |
| ------------------------------ | --------------------------------------- | ------------------------------ | ------------------------------ | ------------------------------ | ------------------------------ | ------------------------------ | ------------------------------ | ------------------------------ | ------------------------------ | ------------------------------ | ------------------------------ | ------------------------------ | ------------------------------ | ------------------------------ | ------------------------------ | ------------------------------ | ------------------------------ |
| Anno                           | Paese ospitante                         |                                | Classifica finale              | Classifica finale              | Classifica finale              | Classifica finale              | Classifica finale              | Classifica finale              | Classifica finale              | Classifica finale              | Classifica finale              | Classifica finale              | Classifica finale              | Classifica finale              | Classifica finale              |                                |                                |
| Anno                           | Paese ospitante                         | Campione                       | Campione                       | Campione                       | 2º posto                       | 2º posto                       | 2º posto                       | 3º posto                       | 3º posto                       | 3º posto                       | 4º posto                       | 4º posto                       | 4º posto                       |                                |                                |                                |                                |
| 1978 Dettagli                  | Trinidad e Tobago                       | Suriname                       | Suriname                       | Suriname                       | Trinidad e Tobago              | Trinidad e Tobago              | Trinidad e Tobago              | Haiti                          | Haiti                          | Haiti                          | Antigua e Barbuda              | Antigua e Barbuda              | Antigua e Barbuda              |                                |                                |                                |                                |
| 1979 Dettagli                  | Suriname                                | Haiti                          | Haiti                          | Haiti                          | Saint Vincent e Grenadine      | Saint Vincent e Grenadine      | Saint Vincent e Grenadine      | Suriname                       | Suriname                       | Suriname                       | Trinidad e Tobago              | Trinidad e Tobago              | Trinidad e Tobago              |                                |                                |                                |                                |
| 1981 Dettagli                  | Porto Rico                              | Trinidad e Tobago              | Trinidad e Tobago              | Trinidad e Tobago              | Saint Vincent e Grenadine      | Saint Vincent e Grenadine      | Saint Vincent e Grenadine      | Guadalupa                      | Guadalupa                      | Guadalupa                      | Porto Rico                     | Porto Rico                     | Porto Rico                     |                                |                                |                                |                                |
| 1983 Dettagli                  | Guyana Francese                         | Martinica                      | Martinica                      | Martinica                      | Trinidad e Tobago              | Trinidad e Tobago              | Trinidad e Tobago              | Guyana francese                | Guyana francese                | Guyana francese                | Antigua e Barbuda              | Antigua e Barbuda              | Antigua e Barbuda              |                                |                                |                                |                                |
| 1985 Dettagli                  | Barbados                                | Martinica                      | Martinica                      | Martinica                      | Barbados                       | Barbados                       | Barbados                       | Guadalupa                      | Guadalupa                      | Guadalupa                      | Suriname                       | Suriname                       | Suriname                       |                                |                                |                                |                                |
| 1988 Dettagli                  | Martinica                               | Trinidad e Tobago              | Trinidad e Tobago              | Trinidad e Tobago              | Antigua e Barbuda              | Antigua e Barbuda              | Antigua e Barbuda              | Martinica                      | Martinica                      | Martinica                      | Guadalupa                      | Guadalupa                      | Guadalupa                      |                                |                                |                                |                                |
| Coppa dei Caraibi              |                                         |                                |                                |                                |                                |                                |                                |                                |                                |                                |                                |                                |                                |                                |                                |                                |                                |
| Anno                           | Paese Ospitante                         |                                | Finale                         | Finale                         | Finale                         | Finale                         | Finale                         | Finale                         | Finale per il terzo posto      | Finale per il terzo posto      | Finale per il terzo posto      | Finale per il terzo posto      | Finale per il terzo posto      | Finale per il terzo posto      |                                |                                |                                |
| Anno                           | Paese Ospitante                         | Campione                       | Campione                       | Risultato                      | Risultato                      | 2º posto                       | 2º posto                       | 3º posto                       | 3º posto                       | Risultato                      | Risultato                      | 4º posto                       | 4º posto                       |                                |                                |                                |                                |
| 1989 Dettagli                  | Barbados                                | Trinidad e Tobago              | Trinidad e Tobago              | 2 - 1                          | 2 - 1                          | Grenada                        | Grenada                        |                                |                                | N/D                            | N/D                            |                                |                                |                                |                                |                                |                                |
| 1990 Dettagli                  | Trinidad e Tobago                       | Non terminata                  | Non terminata                  | Non terminata                  | Non terminata                  | Non terminata                  | Non terminata                  | Non terminata                  | Non terminata                  | Non terminata                  | Non terminata                  | Non terminata                  | Non terminata                  | Non terminata                  | Non terminata                  |                                |                                |
| 1991 Dettagli                  | Giamaica                                | Giamaica                       | Giamaica                       | 2 - 0                          | 2 - 0                          | Trinidad e Tobago              | Trinidad e Tobago              | Saint Lucia                    | Saint Lucia                    | 4 - 1                          | 4 - 1                          | Guyana                         | Guyana                         |                                |                                |                                |                                |
| 1992 Dettagli                  | Trinidad e Tobago                       | Trinidad e Tobago              | Trinidad e Tobago              | 3 - 1                          | 3 - 1                          | Giamaica                       | Giamaica                       | Martinica                      | Martinica                      | 1 - 1 (dts) 5 - 3 (dtr)        | 1 - 1 (dts) 5 - 3 (dtr)        | Cuba                           | Cuba                           |                                |                                |                                |                                |
| 1993 Dettagli                  | Giamaica                                | Martinica                      | Martinica                      | 0 - 0 (dts) 6 - 5 (dtr)        | 0 - 0 (dts) 6 - 5 (dtr)        | Giamaica                       | Giamaica                       | Trinidad e Tobago              | Trinidad e Tobago              | 3 - 2                          | 3 - 2                          | Saint Kitts e Nevis            | Saint Kitts e Nevis            |                                |                                |                                |                                |
| 1994 Dettagli                  | Trinidad e Tobago                       | Trinidad e Tobago              | Trinidad e Tobago              | 7 - 2                          | 7 - 2                          | Martinica                      | Martinica                      | Guadalupa                      | Guadalupa                      | 2 - 0                          | 2 - 0                          | Suriname                       | Suriname                       |                                |                                |                                |                                |
| 1995 Dettagli                  | Isole Cayman e Giamaica                 | Trinidad e Tobago              | Trinidad e Tobago              | 5 - 0                          | 5 - 0                          | Saint Vincent e Grenadine      | Saint Vincent e Grenadine      | Cuba                           | Cuba                           | 3 - 0                          | 3 - 0                          | Isole Cayman                   | Isole Cayman                   |                                |                                |                                |                                |
| 1996 Dettagli                  | Trinidad e Tobago                       | Trinidad e Tobago              | Trinidad e Tobago              | 2 - 0                          | 2 - 0                          | Cuba                           | Cuba                           | Martinica                      | Martinica                      | 1 - 1 (dts) 3 - 2 (dtr)        | 1 - 1 (dts) 3 - 2 (dtr)        | Suriname                       | Suriname                       |                                |                                |                                |                                |
| 1997 Dettagli                  | Antigua e Barbuda e Saint Kitts e Nevis | Trinidad e Tobago              | Trinidad e Tobago              | 4 - 0                          | 4 - 0                          | Saint Kitts e Nevis            | Saint Kitts e Nevis            | Giamaica                       | Giamaica                       | 4 - 1                          | 4 - 1                          | Grenada                        | Grenada                        |                                |                                |                                |                                |
| 1998 Dettagli                  | Giamaica e Trinidad e Tobago            | Giamaica                       | Giamaica                       | 2 - 1                          | 2 - 1                          | Trinidad e Tobago              | Trinidad e Tobago              | Haiti                          | Haiti                          | 3 - 2                          | 3 - 2                          | Antigua e Barbuda              | Antigua e Barbuda              |                                |                                |                                |                                |
| 1999 Dettagli                  | Trinidad e Tobago                       | Trinidad e Tobago              | Trinidad e Tobago              | 2 - 1                          | 2 - 1                          | Cuba                           | Cuba                           | Haiti Giamaica                 | Haiti Giamaica                 | N/D                            | N/D                            |                                |                                |                                |                                |                                |                                |
| 2001 Dettagli                  | Trinidad e Tobago                       | Trinidad e Tobago              | Trinidad e Tobago              | 3 - 0                          | 3 - 0                          | Haiti                          | Haiti                          | Martinica                      | Martinica                      | 1 - 0                          | 1 - 0                          | Cuba                           | Cuba                           |                                |                                |                                |                                |
| Anno                           | Paese ospitante                         | Classifica finale              | Classifica finale              | Classifica finale              | Classifica finale              | Classifica finale              | Classifica finale              | Classifica finale              | Classifica finale              | Classifica finale              | Classifica finale              | Classifica finale              | Classifica finale              | Classifica finale              |                                |                                |                                |
| Anno                           | Paese ospitante                         | Campione                       | Campione                       | Campione                       | 2º posto                       | 2º posto                       | 2º posto                       | 3º posto                       | 3º posto                       | 3º posto                       | 4º posto                       | 4º posto                       | 4º posto                       |                                |                                |                                |                                |
| 2005 Dettagli                  | Barbados                                | Giamaica                       | Giamaica                       | Giamaica                       | Cuba                           | Cuba                           | Cuba                           | Trinidad e Tobago              | Trinidad e Tobago              | Trinidad e Tobago              | Barbados                       | Barbados                       | Barbados                       |                                |                                |                                |                                |
| Anno                           | Paese Ospitante                         | Finale                         | Finale                         | Finale                         | Finale                         | Finale                         | Finale                         | Finale per il terzo posto      | Finale per il terzo posto      | Finale per il terzo posto      | Finale per il terzo posto      | Finale per il terzo posto      | Finale per il terzo posto      |                                |                                |                                |                                |
| Anno                           | Paese Ospitante                         | Campione                       | Campione                       | Risultato                      | Risultato                      | 2º posto                       | 2º posto                       | 3º posto                       | 3º posto                       | Risultato                      | Risultato                      | 4º posto                       | 4º posto                       |                                |                                |                                |                                |
| 2007 Dettagli                  | Trinidad e Tobago                       | Haiti                          | Haiti                          | 2 - 1                          | 2 - 1                          | Trinidad e Tobago              | Trinidad e Tobago              | Cuba                           | Cuba                           | 2 - 1                          | 2 - 1                          | Guadalupa                      | Guadalupa                      |                                |                                |                                |                                |
| 2008 Dettagli                  | Giamaica                                | Giamaica                       | Giamaica                       | 2 - 0                          | 2 - 0                          | Grenada                        | Grenada                        | Guadalupa                      | Guadalupa                      | 0 - 0 (dts) 5 - 4 (dtr)        | 0 - 0 (dts) 5 - 4 (dtr)        | Cuba                           | Cuba                           |                                |                                |                                |                                |
| 2010 Dettagli                  | Martinica                               | Giamaica                       | Giamaica                       | 1 - 1 (dts) 5 - 4 (dtr)        | 1 - 1 (dts) 5 - 4 (dtr)        | Guadalupa                      | Guadalupa                      | Cuba                           | Cuba                           | 1 - 0                          | 1 - 0                          | Grenada                        | Grenada                        |                                |                                |                                |                                |
| 2012 Dettagli                  | Antigua e Barbuda                       | Cuba                           | Cuba                           | 1 - 0 (dts)                    | 1 - 0 (dts)                    | Trinidad e Tobago              | Trinidad e Tobago              | Haiti                          | Haiti                          | 1 - 0 (dts)                    | 1 - 0 (dts)                    | Martinica                      | Martinica                      |                                |                                |                                |                                |
| 2014 Dettagli                  | Giamaica                                | Giamaica                       | Giamaica                       | 0 - 0 (dts) 4 - 3 (dtr)        | 0 - 0 (dts) 4 - 3 (dtr)        | Trinidad e Tobago              | Trinidad e Tobago              | Haiti                          | Haiti                          | 2 - 1                          | 2 - 1                          | Cuba                           | Cuba                           |                                |                                |                                |                                |
| 2017 Dettagli                  | Martinica                               | Curaçao                        | Curaçao                        | 2 - 1                          | 2 - 1                          | Giamaica                       | Giamaica                       | Guyana francese                | Guyana francese                | 1 - 0                          | 1 - 0                          | Martinica                      | Martinica                      |                                |                                |                                |                                |

## Piazzamenti
| Squadra                   | 1º | 2º | 3º | 4º |
| Trinidad e Tobago         | 10 | 7  | 2  | 1  |
| Giamaica                  | 6  | 3  | 1  | 0  |
| Martinica                 | 3  | 1  | 4  | 2  |
| Haiti                     | 2  | 1  | 4  | 0  |
| Cuba                      | 1  | 3  | 3  | 4  |
| Suriname                  | 1  | 0  | 1  | 3  |
| Curaçao Antille Olandesi  | 1  | 0  | 0  | 0  |
| Saint Vincent e Grenadine | 0  | 3  | 0  | 0  |
| Grenada                   | 0  | 2  | 0  | 2  |
| Guadalupa                 | 0  | 1  | 4  | 2  |
| Antigua e Barbuda         | 0  | 1  | 0  | 3  |
| Barbados                  | 0  | 1  | 0  | 1  |
| Saint Kitts e Nevis       | 0  | 1  | 0  | 1  |
| Guyana francese           | 0  | 0  | 2  | 0  |
| Saint Lucia               | 0  | 0  | 1  | 0  |
| Guyana                    | 0  | 0  | 0  | 1  |
| Isole Cayman              | 0  | 0  | 0  | 1  |
| Porto Rico                | 0  | 0  | 0  | 1  |

## Partecipazioni e prestazioni nelle fasi finali
| Nazionale                 | Campionato caraibico di calcio | Campionato caraibico di calcio | Campionato caraibico di calcio | Campionato caraibico di calcio | Campionato caraibico di calcio | Campionato caraibico di calcio | Coppa dei Caraibi | Coppa dei Caraibi | Coppa dei Caraibi | Coppa dei Caraibi | Coppa dei Caraibi | Coppa dei Caraibi | Coppa dei Caraibi | Coppa dei Caraibi | Coppa dei Caraibi | Coppa dei Caraibi | Coppa dei Caraibi | Coppa dei Caraibi | Coppa dei Caraibi | Coppa dei Caraibi | Coppa dei Caraibi | Coppa dei Caraibi | Coppa dei Caraibi | Coppa dei Caraibi | Coppa dei Caraibi | Partecip. | Vittorie |
| Nazionale                 | 1978                           | 1979                           | 1981                           | 1983                           | 1985                           | 1988                           | 1989              | 1990              | 1991              | 1992              | 1993              | 1994              | 1995              | 1996              | 1997              | 1998              | 1999              | 2001              | 2005              | 2007              | 2008              | 2010              | 2012              | 2014              | 2017              | Partecip. | Vittorie |
| ------------------------- | ------------------------------ | ------------------------------ | ------------------------------ | ------------------------------ | ------------------------------ | ------------------------------ | ----------------- | ----------------- | ----------------- | ----------------- | ----------------- | ----------------- | ----------------- | ----------------- | ----------------- | ----------------- | ----------------- | ----------------- | ----------------- | ----------------- | ----------------- | ----------------- | ----------------- | ----------------- | ----------------- | --------- | -------- |
| Trinidad e Tobago         | 2°                             | 4°                             | 1°                             | 2°                             | -                              | 1°                             | 1°                | F                 | 2°                | 1°                | 3°                | 1°                | 1°                | 1°                | 1°                | 2°                | 1°                | 1°                | 3°                | 2°                | 1T                | 1T                | 2°                | 2°                | -                 | 23        | 10       |
| Giamaica                  | -                              | -                              | -                              | -                              | -                              | -                              | -                 | F                 | 1°                | 2°                | 2°                | -                 | 1T                | 1T                | 3°                | 1°                | SF                | 1T                | 1°                | -                 | 1°                | 1°                | 1T                | 1°                | 2°                | 16        | 6        |
| Martinica                 | -                              | -                              | -                              | 1°                             | 1°                             | 3°                             | -                 | F                 | 1T                | 3°                | 1°                | 2°                | -                 | 3°                | 1T                | 1T                | -                 | 3°                | -                 | 1T                | -                 | 1T                | 4°                | 1T                | 4°                | 17        | 3        |
| Haiti                     | 3°                             | 1°                             | -                              | -                              | -                              | -                              | -                 | -                 | -                 | -                 | -                 | 1T                | -                 | 1T                | -                 | 3°                | SF                | 2°                | -                 | 1°                | 1T                | -                 | 3°                | 3°                | -                 | 11        | 2        |
| Cuba                      | -                              | -                              | -                              | -                              | -                              | -                              | -                 | -                 | R                 | 4°                | -                 | -                 | 3°                | 2°                | -                 | -                 | 2°                | 4°                | 2°                | 3°                | 4°                | 3°                | 1°                | 4°                | -                 | 12        | 1        |
| Suriname                  | 1°                             | 3°                             | -                              | -                              | 4°                             | -                              | -                 | -                 | -                 | 1T                | -                 | 4°                | -                 | 4°                | -                 | -                 | -                 | 1T                | -                 | -                 | -                 | -                 | -                 | -                 | -                 | 7         | 1        |
| Curaçao Antille Olandesi  | -                              | -                              | -                              | -                              | -                              | -                              | 1T                | -                 | -                 | -                 | -                 | -                 | -                 | -                 | -                 | 1T                | -                 | -                 | -                 | -                 | -                 | -                 | -                 | 1T                | 1°                | 4         | 1        |
| Antigua e Barbuda         | 4°                             | -                              | -                              | 4°                             | -                              | 2°                             | -                 | -                 | -                 | 1T                | -                 | -                 | 1T                | -                 | 1T                | 4°                | -                 | -                 | -                 | -                 | 1T                | 1T                | 1T                | 1T                | -                 | 11        | -        |
| Guadalupa                 | -                              | -                              | 3°                             | -                              | 3°                             | 4°                             | 1T                | -                 | -                 | 1T                | -                 | 3°                | -                 | -                 | -                 | -                 | 1T                | -                 | -                 | 4°                | 3°                | 2°                | -                 | -                 | -                 | 10        | -        |
| Saint Vincent e Grenadine | -                              | 2°                             | 2°                             | -                              | -                              | -                              | 1T                | 1T                | -                 | 1T                | 1T                | -                 | 2°                | 1T                | -                 | -                 | -                 | -                 | -                 | 1T                | -                 | -                 | -                 | -                 | -                 | 9         | -        |
| Barbados                  | -                              | -                              | -                              | -                              | 2°                             | -                              | 1T                | F                 | -                 | -                 | -                 | 1T                | -                 | -                 | -                 | -                 | -                 | 1T                | 4°                | 1T                | 1T                | -                 | -                 | -                 | -                 | 8         | -        |
| Grenada                   | -                              | -                              | -                              | -                              | -                              | -                              | 2°                | 1T                | -                 | -                 | -                 | -                 | -                 | -                 | 4°                | -                 | 1T                | -                 | -                 | -                 | 2°                | 4°                | -                 | -                 | -                 | 6         | -        |
| Guyana francese           | -                              | -                              | -                              | 3°                             | -                              | -                              | -                 | -                 | -                 | -                 | -                 | -                 | 1T                | -                 | -                 | -                 | -                 | -                 | -                 | -                 | -                 | -                 | 1T                | 1T                | 3°                | 5         | -        |
| Saint Kitts e Nevis       | -                              | -                              | -                              | -                              | -                              | -                              | -                 | -                 | -                 | -                 | 4°                | -                 | -                 | 1T                | 2°                | -                 | 1T                | 1T                | -                 | -                 | -                 | -                 | -                 | -                 | -                 | 5         | -        |
| Isole Cayman              | -                              | -                              | -                              | -                              | -                              | -                              | -                 | -                 | 1T                | -                 | -                 | 1T                | 4°                | -                 | -                 | 1T                | -                 | -                 | -                 | -                 | -                 | -                 | -                 | -                 | -                 | 4         | -        |
| Saint Lucia               | -                              | -                              | -                              | -                              | -                              | -                              | -                 | -                 | 3°                | -                 | 1T                | -                 | 1T                | -                 | -                 | -                 | -                 | -                 | -                 | -                 | -                 | -                 | -                 | -                 | -                 | 3         | -        |
| Guyana                    | -                              | -                              | -                              | -                              | -                              | -                              | -                 | -                 | 4°                | -                 | -                 | -                 | -                 | -                 | -                 | -                 | -                 | -                 | -                 | 1T                | -                 | 1T                | -                 | -                 | -                 | 3         | -        |
| Porto Rico                | -                              | -                              | 4°                             | -                              | -                              | -                              | -                 | -                 | -                 | -                 | 1T                | -                 | -                 | -                 | -                 | -                 | -                 | -                 | -                 | -                 | -                 | -                 | -                 | -                 | -                 | 2         | -        |
| Rep. Dominicana           | -                              | -                              | -                              | -                              | -                              | -                              | -                 | -                 | 1T                | -                 | -                 | -                 | -                 | -                 | -                 | -                 | -                 | -                 | -                 | -                 | -                 | -                 | 1T                | -                 | -                 | 2         | -        |
| Dominica                  | -                              | -                              | -                              | -                              | -                              | -                              | -                 | -                 | -                 | -                 | -                 | 1T                | -                 | -                 | -                 | 1T                | -                 | -                 | -                 | -                 | -                 | -                 | -                 | -                 | -                 | 2         | -        |
| Sint Maarten              | -                              | -                              | -                              | -                              | -                              | -                              | -                 | -                 | -                 | -                 | 1T                | -                 | -                 | -                 | -                 | -                 | -                 | -                 | -                 | -                 | -                 | -                 | -                 | -                 | -                 | 1         | -        |
| Brasile under 20          | -                              | -                              | -                              | -                              | -                              | -                              | -                 | -                 | -                 | -                 | -                 | -                 | -                 | -                 | -                 | -                 | 1T                | -                 | -                 | -                 | -                 | -                 | -                 | -                 | -                 | 1         | -        |
| Squadre partecipanti      | 4                              | 4                              | 4                              | 4                              | 4                              | 4                              | 6                 | 6                 | 8                 | 8                 | 8                 | 8                 | 8                 | 8                 | 6                 | 8                 | 8                 | 8                 | 4                 | 8                 | 8                 | 8                 | 8                 | 8                 | 4                 | Edizioni  | 25       |

Legenda: 1° = Primo classificato, 2° = Secondo classificato, 3° = Terzo classificato, 4° = Quarto classificato, F = Finalista, SF = Semifinalista, 1T = Eliminato al primo turno, R = Ritirato, - = Non qualificato

## Nazioni ospitanti
| Edizioni | Nazione             | Anno/i                                               |
| -------- | ------------------- | ---------------------------------------------------- |
| 9        | Trinidad e Tobago   | 1978, 1990, 1992, 1994, 1996, 1998, 1999, 2001, 2007 |
| 6        | Giamaica            | 1991, 1993, 1995, 1998, 2008, 2014                   |
| 3        | Barbados            | 1985, 1989, 2005                                     |
| 3        | Martinica           | 1988, 2010, 2017                                     |
| 2        | Antigua e Barbuda   | 1997, 2012                                           |
| 1        | Suriname            | 1979                                                 |
| 1        | Porto Rico          | 1981                                                 |
| 1        | Guyana francese     | 1983                                                 |
| 1        | Isole Cayman        | 1995                                                 |
| 1        | Saint Kitts e Nevis | 1997                                                 |

## Esordienti
| Anno | Paese ospitante                      | Nazionali esordienti                                     |
| 1978 | Trinidad e Tobago                    | Antigua e Barbuda, Haiti, Suriname, Trinidad e Tobago    |
| 1979 | Suriname                             | Saint Vincent e Grenadine                                |
| 1981 | Porto Rico                           | Guadalupa, Porto Rico                                    |
| 1983 | Guyana francese                      | Guyana francese, Martinica                               |
| 1985 | Barbados                             | Barbados                                                 |
| 1988 | Martinica                            | Nessuna squadra esordiente                               |
| 1989 | Barbados                             | Antille Olandesi, Grenada                                |
| 1990 | Trinidad e Tobago                    | Giamaica                                                 |
| 1991 | Giamaica                             | Cuba, Guyana, Isole Cayman, Rep. Dominicana, Saint Lucia |
| 1992 | Trinidad e Tobago                    | Nessuna squadra esordiente                               |
| 1993 | Giamaica                             | Saint Kitts e Nevis, Sint Maarten                        |
| 1994 | Trinidad e Tobago                    | Dominica                                                 |
| 1995 | Isole Cayman Giamaica                | Nessuna squadra esordiente                               |
| 1996 | Trinidad e Tobago                    | Nessuna squadra esordiente                               |
| 1997 | Antille Olandesi Saint Kitts e Nevis | Nessuna squadra esordiente                               |
| 1998 | Giamaica Trinidad e Tobago           | Nessuna squadra esordiente                               |
| 1999 | Trinidad e Tobago                    | Brasile under 20                                         |
| 2001 | Trinidad e Tobago                    | Nessuna squadra esordiente                               |
| 2005 | Barbados                             | Nessuna squadra esordiente                               |
| 2007 | Trinidad e Tobago                    | Nessuna squadra esordiente                               |
| 2010 | Martinica                            | Nessuna squadra esordiente                               |
| 2012 | Antigua e Barbuda                    | Nessuna squadra esordiente                               |
| 2014 | Giamaica                             | Curaçao                                                  |
| 2017 | Martinica                            | Nessuna squadra esordiente                               |